# Nuevo Laredo
Nuevo Laredo er en by i den mexikanske delstat Tamaulipas. Byen blev grundlagt i 1848. Nuevo Laredo er beliggende langs Río Bravo helt nord på grænsen mod USA og den fungerer som administrativt center for kommunen. Folketællinger fra 2005 viser at byen har et indbyggertal på 348.387. Sammen med Laredo i Texas, indgår byen i storbyområdet Zona Metropolitana Nuevo Laredo–Laredo med et indbyggertal på i alt 718.073.